# Granopothyne granifrons
Granopothyne granifrons là một loài bọ cánh cứng trong họ Cerambycidae.